# コナート・ラグビー
コナート・ラグビー（英: Connacht Rugby）は、アイルランドのゴールウェイに本拠地を置くラグビーユニオンクラブである。スコットランド、ウェールズ、アイルランド、イタリア、南アフリカ共和国のクラブで構成されるユナイテッド・ラグビー・チャンピオンシップに所属。

## 歴史
1885年、アイルランドコナートの地域代表クラブとして創設されたのが始まりである。当時他の3地域の代表クラブ(レンスター、マンスター、アルスター)はすでに創設されていた。
1995年、ラグビーユニオンのプロ化を受けてアイルランドの4クラブもプロ化することとなった。同年初めて開催されたハイネケンカップ(ヨーロピアンラグビーチャンピオンズカップの前身大会)にレンスター、マンスター、アルスターは参加したがアイルランドの参加クラブの枠が3であり、コナートは参加できなかった。翌シーズン下部大会にあたる欧州チャレンジカップが開催され、ウォーレン・ガットランドに率いられたコナートはこの大会に参加することとなった。1997-98シーズンにはプール戦をトップで通過し準々決勝まで進む成績を残している(準々決勝ではフランスのSUアジャンに敗れた)。またこのシーズン限りでガットランドはコーチ職を退いている。
2001年にケルティックリーグがスタートし、コナートはこのリーグ戦でも戦うこととなった。初年度から2シーズン連続で準々決勝に進むもスコットランドのグラスゴー・ウォーリアーズ、マンスターにそれぞれ敗れた。2003年にはアイルランドラグビー協会(IRFU)が経費削減のためプロクラブとしてのコナート・ラグビーを閉鎖することを検討したがファンなどの強い反対によりクラブは維持されることとなった。その後チャレンジカップでプール戦を勝ち抜くことはあっても資金不足もあってケルティックリーグでは下位に沈むことが多く、2007-08シーズンからは3年連続で最下位に終わっている。
2011-12シーズン、前シーズンにレンスター・ラグビーがハイネケンカップで優勝し自動的に翌シーズンの同大会出場権を得たため、規定により同じアイルランドのコナート・ラグビーが繰り上がってハイネケンカップに初めて参加した。プール戦では5連敗で迎えた最終戦でイングランドのハーレクインズを破り初勝利を挙げている。また、同シーズンからケルティックリーグがプロ12と名称を変えている。
2013年、元サモア代表のパット・ラムがコーチの職についた。前シーズンのレンスターの成績により(チャレンジカップの優勝チームも翌シーズンのハイネケンカップ出場権獲得)このシーズンもハイネケンカップに出場したコナートはフランスのスタッド・トゥールーザンを16対14で下し、このゲームはハイネケンカップ史上最も大きな番狂わせの一つであると報じられた。2015-16シーズン、プロ12のリーグ戦で2位となりプレーオフに出場すると決勝で同じくアイルランドのレンスターを20対10で下し創設から131年目にして初のタイトルを獲得した。

## タイトル
- プロ14
  - 優勝 - 1回 (2015-16)

## スコッド
2024-25シーズンのスコッド（2024年8月現在）
| フッカー - エオイン・デ・バトラー(Eoin de Buitléar) - デイブ・ヘファーナン - アダム・マックバーニー - ディラン・ティアニー＝マーティン プロップ - ジャック・エインジアー - フィンレイ・ビーラム - デニス・バックリー - ピーター・ドゥーリー - ジョーダン・ダッガン - サム・イッロ - テミ・ラシシ ロック - オーシン・ダウリング - ジョー・ジョイス - ダラー・マレー(Darragh Murray) - ナイル・マレー - デイヴィッド・オコーナー | フランカー/No.8 - ポール・ボイル - シェイムス・ハーレー＝ラングトン - ショーン・ジャンセン - オーシン・マクコーマック(Óisín McCormack) - ジョシュ・マーフィー (ラグビー選手) - コナー・オリバー - キヨン・プレンダーガスト スクラムハーフ - ケーラン・ブレイド - コルム・ライリー - マシュー・ディヴァイン(Matthew Devine) フライハーフ - ジャック・カーティー - JJ・ハンラハン - デイヴィット・ホークショー - ジョシュ・イオアネ | センター - バンディー・アキ - カハル・フォード - シェーン・ジェニングス - ヒュー・ギャビン(Hugh Gavin) ウイング - マック・ハンセン - ジョン・ポーチ - アンドリュー・スミス - バイロン・ラルストン - シェイン・ボルトン - アダム・バーン - ディアームイド・キルガレン - オーラン・マクナルティ - バイロン・ラルストン - アレックス・ウーットン - シェイン・ボルトン フルバック - サンティアゴ・コルデロ - オーラン・マクナルティ - ピーターズ・オコーナー - チャイ・マリンズ |
| | | |
| はキャプテン。 | | |

## 歴代所属選手
- オイン・レダン (Eoin Reddan) …アイルランド代表71キャップ。2007年・2011年・2015年W杯3大会出場。
- オフィサ・トレヴィラナス (Ofisa Treviranus) …サモア代表42キャップ。2011年・2015年W杯2大会出場。
- フェトゥウ・ヴァイニコロ (Fetuʻu Vainikolo) …トンガ代表28キャップ。2011年・2015年W杯2大会出場。
- ショーン・クローニン (Seán Cronin) …アイルランド代表72キャップ。現在はレンスターに所属。
- AJ・マクギンティ (AJ MacGinty) …アメリカ合衆国代表28キャップ。現在はセール・シャークスに所属。
- ロビー・ヘンショー (Robbie Henshaw) …アイルランド代表43キャップ。現在はレンスターに所属。
- コルビー・ファインガア (Colby Fainga'a) …現在は九州電力キューデンヴォルテクスに所属。
- アンドリュー・ディーガン (Andrew Deegan) …現在はクリタウォーターガッシュ昭島に所属。
- シェーン・オリアリー (Shane O'Leary) …カナダ代表14キャップ。現在はルーアン・ノルマンディー・ラグビーに所属。
- アルタン・ディラン (Ultan Dillane) …アイルランド代表19キャップ。現在はスタッド・ロシュレに所属。
- レバ・フィフィタ (Leva Fifita) …トンガ代表28キャップ。現在はオヨナ・ラグビーに所属。
- キエラン・マルミオン (Kieran Marmion) …アイルランド代表28キャップ。現在はブリストル・ベアーズに所属。
- ピタ・アーキ (Pita Ahki) …トンガ代表4キャップ。現在はスタッド・トゥールーザンに所属。